# Nati nel 1412

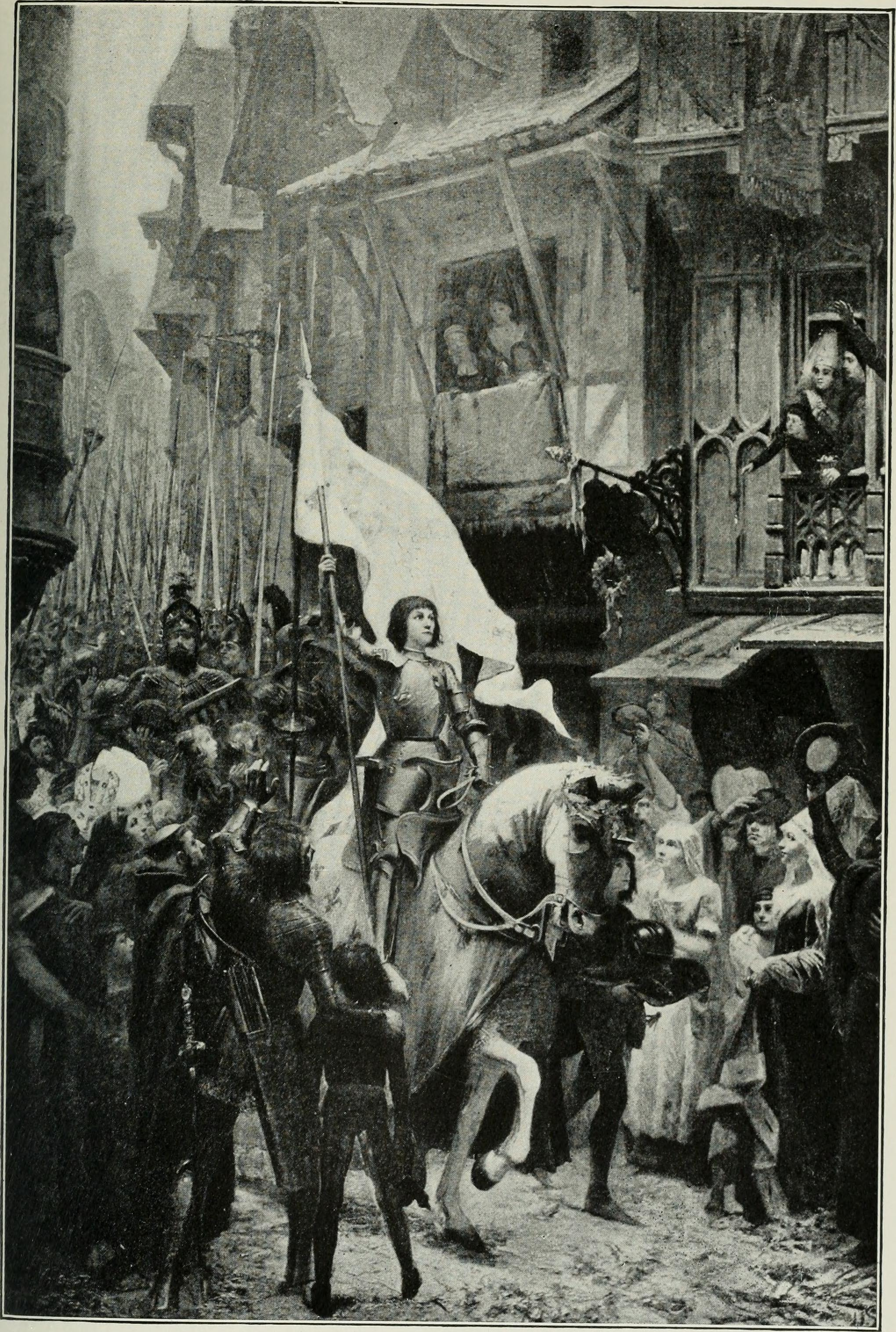
Giovanna d’arco

| Questa pagina contiene informazioni ricavate automaticamente dalle voci biografiche con l'ausilio del template Bio e di un bot. L'aggiornamento è periodico e automatico e ricostruisce completamente la pagina. Se manca una persona in questa lista, sei pregato di non aggiungerla, ma accertati piuttosto che la sua voce biografica contenga il template Bio e che i dati anagrafici siano correttamente compilati. Se il template Bio manca, inseriscilo tu stesso o, in alternativa, metti l'avviso {{tmp\|Bio}} che ne segnala la mancanza. Se i dati riportati sono sbagliati, correggi direttamente la voce biografica; le modifiche saranno visibili in questa lista entro pochi giorni. Per chiarimenti vedi il progetto biografie. La lista contiene solo le 25 persone che sono citate nell'enciclopedia e per le quali è stato implementato correttamente il template Bio. Pagina aggiornata al 19 ott 2024. |

- 6 gennaio - Giovanna d'Arco, condottiera e santa francese († 1431)
- 22 aprile - Reinardo III di Hanau, conte tedesco († 1452)
- 5 giugno - Ludovico III Gonzaga, nobile, condottiero e collezionista d'arte italiano († 1478)
- 24 giugno - Giovanni IV del Monferrato, marchese († 1464)
- 22 agosto - Federico II di Sassonia, principe († 1464)
- 27 settembre - Giacomo Cocco, militare italiano († 1453)
- 31 ottobre - Ludovico I di Württemberg-Urach, conte tedesco († 1450)
- 17 novembre - Zanobi Strozzi, pittore e miniatore italiano († 1468)
- 8 dicembre - Astorre II Manfredi, condottiero e politico italiano († 1468)
- Abu al-Khayr Khan, politico uzbeko († 1468)
- Antonio Astesano, scrittore e poeta italiano († 1463)
- Thomas Basin, vescovo cattolico francese († 1491)
- Ognibene Bonisoli, grammatico e umanista italiano († 1474)
- Thomas Bourchier, arcivescovo cattolico e cardinale inglese († 1486)
- Andrea Cavalcanti, scultore e architetto italiano († 1462)
- Mariano da Genazzano, predicatore italiano († 1498)
- Giovanni di Francesco, pittore italiano († 1458)
- Pietro Fregoso, doge († 1459)
- Maddalena di Hohenzollern, principessa († 1454)
- Jaume Huguet, pittore spagnolo († 1492)
- Diether von Isenburg, vescovo cattolico tedesco († 1482)
- Gómez Manrique, poeta e drammaturgo spagnolo († 1490)
- Abraham Senior, rabbino, banchiere e politico spagnolo († 1493)
- Abū l-Hasan ibn ʿAlī al-Qalaṣādī, matematico e giurista arabo († 1486)
- Pierre de Brézé, militare francese († 1465)